# Blondelia obconica
Blondelia obconica là một loài ruồi trong họ Tachinidae.